# Acalolepta producta
Acalolepta producta es una especie de escarabajo de la familia Cerambycidae.
 Fue descrito por Francis Polkinghorne Pascoe en 1866. Se encuentra en las Islas Molucas.